# Syndrome des yeux de chat
Pour les articles homonymes, voir Yeux de chat.
 Mise en garde médicale
Le syndrome des yeux de chat (ou Syndrome de Schmid-Fraccaro ou cat eye syndrome ou inversion duplication 22q11) est une maladie humaine rare due à une anomalie chromosomique : la présence d'une ou deux copies supplémentaires, avec inversion, d'une partie du chromosome 22.
Malgré sa forte variabilité, il se caractérise par des associations de malformations congénitales dont les plus fréquentes sont par ordre décroissant :
- des malformations auriculaires avec des atrésies du canal auditif externe ;
- une atrésie anale, c’est-à-dire une occlusion de l'anus, plus ou moins complète, avec présence de fistules ;
- un colobome de l'iris, c’est-à-dire un défaut de fermeture de l'iris, qui rappelle la forme de la pupille du chat et qui donne son nom au syndrome, même si la moitié des patients atteints n'ont pas de colobome ;
- une fente vélo-palatine ;
- des malformations cardiaques congénitales, avec notamment des anomalies du retour veineux pulmonaire et une tétralogie de Fallot ;
- des malformations rénales, comme absence d'un ou des deux reins, hydronéphrose, reins surnuméraires ou hypoplasiques / des anomalies du tractus urinaire ;
- des anomalies squelettiques ;
- une micrognathie ;
- des hernies ;
- d'autres malformations plus rares, le syndrome des yeux de chat pouvant affecter presque tous les organes ;
- un déficit intellectuel, souvent modéré, est présent chez un tiers des patients.

Le syndrome des yeux de chat engendre des conséquences extrêmement variables selon les individus, rendant parfois difficile son diagnostic. Ses manifestations cliniques peuvent s'étendre d'un phénotype entièrement normal à une forme sévère. Seuls 41% des patients atteints présentent la triade classique - malformations auriculaires - atrésie anale - et colobome.

## Historique
Haab (en), en 1879, décrit pour la première fois une association entre atrésie anale et colobome de l'iris. La première description de l'association de ces deux symptômes et d'une anomalie chromosomique est de Schmid (de) à Zurich et de Fraccaro (de) à Pavie. Ces deux auteurs proposent le terme de cat eye syndrome, en analogie avec le cat cry ou syndrome du cri du chat.

## Diagnostic
Il repose sur le tableau clinique évocateur et surtout sur la mise en évidence de l'anomalie chromosomique.
Le diagnostic peut se faire en prénatal, par caryotype et/ou par hybridation par fluorescence in situ des prélèvements fœtaux.

## Traitement
Le traitement est essentiellement chirurgical, notamment en cas d'atrésie anale ou de malformations cardiaques sévères. Les autres anomalies intestinales comme les malrotations, le diverticule de Meckel et les atrésie biliaires sont également des indications à la chirurgie. 
Les patients avec un retard staturopondéral important peuvent être candidats pour recevoir de l'hormone de croissance.

## Évolution
Les patients modérément atteints ont une espérance de vie proche de la normale. Les patients sévèrement atteints, avec de multiples malformations, décèdent pendant l'enfance.